# Puchar Świata w narciarstwie alpejskim 2016/2017
Sezon 2016/2017 Pucharu Świata w narciarstwie alpejskim rozpoczął się 22 października 2016 roku, tradycyjnie w austriackim Sölden. Ostatnie zawody z tego cyklu zostały rozegrane między 15 a 19 marca 2017 roku w amerykańskim kurorcie Aspen. Łącznie zostało rozegranych 38 konkurencji dla kobiet i 38 konkurencji dla mężczyzn.
W dniach 6 - 19 lutego 2017 roku odbyły się 44. Mistrzostwa Świata w Narciarstwie Alpejskim, które zostały rozegrane w szwajcarskim kurorcie Sankt Moritz.

## Puchar Świata w narciarstwie alpejskim kobiet
Wśród kobiet, pucharu świata z sezonu 2015/16 broniła Szwajcarka Lara Gut. W tym sezonie triumfowała Mikaela Shiffrin z USA.
W poszczególnych klasyfikacjach triumfowały:
- zjazd:  Ilka Štuhec
- slalom:  Mikaela Shiffrin
- gigant:  Tessa Worley
- supergigant:  Tina Weirather
- superkombinacja:  Ilka Štuhec

## Puchar Świata w narciarstwie alpejskim mężczyzn
Wśród mężczyzn pucharu świata z sezonu 2015/16 bronił Austriak Marcel Hirscher, który zwyciężył także w tym sezonie (szósty raz z rzędu).
W poszczególnych klasyfikacjach triumfowali:
- zjazd:  Peter Fill
- slalom:  Marcel Hirscher
- gigant:  Marcel Hirscher
- supergigant:  Kjetil Jansrud
- superkombinacja:  Alexis Pinturault